# Meteor (pořad)
Meteor je populárně-vědecký magazín Českého rozhlasu, určený posluchačům od dvanácti let věku. Vysílá se pravidelně od roku 1963. Premiéra je vysílána každou sobotu v 8.05 hodin na stanici Český rozhlas Dvojka (dříve stanice Praha). Do zrušení stanice Český rozhlas Leonardo (k 28. 2. 2013) se pořad reprízoval rovněž tam. Autorem a dramaturgem pořadu je od ledna 2014 Petr Sobotka, který jej moderuje spolu s Kateřinou Březinovou. Hlavními zájmy pořadu jsou příroda, vesmír, technika a vztah člověka k nim. Pořad informuje o čerstvých vědeckých objevech v přírodních vědách.

## Vznik
Myšlenka připravit nový populárně naučný pořad, který by navazoval na dřívější týdeník Stop magazín a který by informoval srozumitelnou formou o zajímavostech a novinkách z oblasti exaktních věd, techniky, ekologie i přírody, vzešla původně již na konci roku 1961 (a později na redakční poradě v klubu Svazu novinářů na Vinohradské třídě v únoru roku 1962) z podnětu Josefa Kleibla, vedoucího Redakce vědy a techniky pro mládež HRDM. (Josef Kleibl je jeho zakladatelem a dlouholetým autorem). U kolébky pořadu stál kromě něho také redaktor a „lovec zvuků“ Oldřich Unger a režisér a publicista Karel Pech.
Úvodní pořad Meteoru odvysílala stanice Praha ve svém odpoledním programu v rámci nového školního roku (po téměř dvouleté programové přípravě) v pátek 27. září 1963 z fonotéčního pásu číslo 7282, který měl stopáž (délku) 21:42 minut. První díl autorsky připravil Oldřich Unger, který se zároveň ujal průvodního slova i režie. Inaugurační pořad se celý monotematicky věnoval speleologii. Nesl název „Horolezci v podzemí – Reportáž o zvláštnostech Chýnovské jeskyně v jižních Čechách“.

## Tvůrci pořadu
Vedení a přípravu Meteoru mělo na starost několik rozhlasových tvůrců. V letech 1963–1972 byl jeho redaktorem Oldřich Unger. V období 1972–1992 jej připravoval Josef Kleibl, který zasvětil tomuto pořadu celých 29 let ze svého rozhlasového profesního života. V šedesátých až osmdesátých letech se na programu Meteoru spolupodílel Bohumil Kolář, který vynikl zejména při přípravě pásem a medailonků ze života proslulých i méně známých vědců a objevitelů. V letech 1992–2006 převzal vedení Ivo Budil. Krátce vedla Meteor také redaktorka a publicistka Jindra Jarošová (2006–2008). Od roku 2008 převzal žezlo odpovědného redaktora zkušený dokumentarista Marek Janáč. Od ledna 2014 se autorsky ujal Meteoru novinář, popularizátor vědy a astronom Petr Sobotka, který jej připravuje doposud. Dlouholetou průvodkyní Meteoru byla mezi lety 1963–1999 herečka Dagmar Sedláčková (1927–2004), kterou moderátorsky doprovázel Oldřich Unger nebo Josef Kleibl či Bohumil Kolář. Na její práci navazuje od roku 2008 herečka, dabingová režisérka a moderátorka Kateřina Březinová.
K režisérům pořadu patřili mimo jiné Ladislav Rybišar, Karel Weinlich, Jiřina Martínková, Jan Berger, Věra Kovaříčková či Ludvík Mühlstein. V posledních letech se na režii podíleli především Vladimír Gromov, Jaroslav Kodeš a Yvona Žertová.
K odborným spolupracovníkům pořadu patřili nebo patří například astronom Jiří Grygar, biolog Jaroslav Petr, fyzioložka a biochemička Helena Illnerová, neuropatolog František Koukolík, biochemik Václav Pačes, chemik Vladimír Karpenko a imunoložka Blanka Říhová. Také neurofyziolog František Vyskočil, ornitolog Jan Hanzák a zoolog Ladislav Halík, který byl dlouholetým poradcem pořadu a navrhl i strukturu zvukového archivu Meteoru. Dále geolog Petr Jakeš, geofyzik Jiří Mrázek, popularizátor kosmonautiky a novinář Karel Pacner, cestovatel Miloslav Stingl, zoolog a etolog Zdeněk Veselovský a mnozí další. V minulosti se u mikrofonu vystřídali například významný český botanik Ctibor Blattný, historik umění Václav Vilém Štech, popularizátor kosmonautiky Antonín Vítek, Otto Wichterle či Vojtěch Zamarovský a další osobnosti: Karel Šiktanc, básník, textař a scenárista, nositel Ceny Jaroslava Seiferta (1989), Státní ceny za literaturu (1999), Ceny Magnesia Litera (2004), nositele medaile Za zásluhy (2010), který přispíval do Meteoru (pod pseudonymem), dále Miluše Tikalová, Miloň Čepelka (rovněž pod pseudonymem), Michal Novotný, Miroslav Bobek, Milan Bauman a další.

## Proměny v průběhu času
Struktura pořadu, stopáž a vysílací časy se v celé jeho historii i současnosti několikrát změnily. Meteor nesl původně podtitul „Týdeník vědy a techniky pro mládež“. Prvních pět let se vysílal každý pátek odpoledne od 14:30 do 15:00. Od 14. září 1968 byla přesunuta jeho frekvence na sobotní jitro od 9:15-10:00 opět na vlnách stanice Praha. Byla také prodloužena jeho stopáž z třiceti minut na tři čtvrtě hodiny. Drobná úprava byla provedena i v podtitulu. Z „Týdeníku vědy a techniky pro mládež“ se stává „Populárně vědecký magazín pro mládež“. Konečně od 4. září 1971 je uváděn vždy v sobotu ráno od 8:00-8:55 na stanici Praha (dnes Dvojka Českého rozhlasu).

## Programové řady
V rámci Meteoru bylo odvysíláno také několik programových řad, které inicioval Josef Kleibl.
Pravděpodobně mezi nejznámější patřila jarní řada „Hlas pro tento den“, která seznamovala posluchače s hlasovými projevy ptactva. Pořad byl uváděn v období od 21. března 1968 do 21. června téhož roku. Jako podklad pro tuto rubriku sloužil archiv hlasů a zvuků přírody, jehož základ tvořil velkorysý dar téměř pěti set nahrávek zpěvů ptáků, které Československý rozhlas obdržel od redakce Natural History Unit rádia BBC v Bristolu. Na oplátku byla na Britské ostrovy zaslána kolekce 30 nahrávek našeho ptactva, kterou zaznamenal na švýcarský magnetofon značky Nagra redaktor Oldřich Unger. Díky vstřícnosti Nicolase Crockera, ředitele BBC v Bristolu, byla zahájena také obdobná spolupráce se švédským rádiem Sveriges Radio ve Stockholmu, který zastupoval Sture Palmer. Redakce Meteoru následně obdržela zajímavou kolekci hlasů severské avifauny. Slibná kooperace s oběma rozhlasovými institucemi však skončila v době normalizace, kdy byla prohlášena za škodlivou a nežádoucí. (Dodejme, že při vytváření zvukového archivu Meteoru byly získány některé nahrávky také z Maďarska a z Polska.)
Pořad Hlas pro tento den si získal velkou oblibu. Na festivalu Rozhlasová žatva v roce 1968 získal 1. cenu, která mu umožnila pokračovat v roce 1969. Projekt pokračoval až ve druhé polovině 90. let.
Zvukový archiv posloužil také pro vysílání desetidílné hitparády ptačích hlasů „Šest na bidýlku“, kterou připravovali Zdeněk Svěrák a Miloň Čepelka v letech 1969–1970. Oba v roli fiktivního odborníka a redaktora komentovali nahrávky zpěvu domácích zvířat.
Mezi další programové řady ještě uveďme prázdninová vydání „Meteor na stezce dobrodružství“, v jehož rámci byly odvysílány autorské seriály „Dobré slovo z hlíny“ s prof. dr. Blahoslavem Hruškou o nejstarších příbězích ze sumerských hliněných tabulek. Dále „Moudrost starých Řeků“ se spisovatelem Vojtěchem Zamarovským a dvacetidílný seriál „Táborový oheň Meteoru“. V šedesátých letech Meteor také vyhlašoval výsledky středoškolské studentské soutěže „Natura semper viva“. V rubrice „První kroky“ byly zveřejňovány mimořádně zdařilé závěrečné vysokoškolské práce.
Meteor se rovněž aktivně podílel na propagaci ekologického hnutí Brontosaurus. Pro popularizaci vědeckých témat byla kromě reportáží, besed a rozhovorů s vědeckými pracovníky často používána také pásma a medailonky významných vědců a objevitelů. V osmdesátých letech získaly velkou popularitu „Portréty ze staré galerie“ (1982–1989), v jejichž rámci byla odvysílána pásma a medailonky vynikajících přírodovědců minulosti.
Meteor bývá ve své závěrečné části pravidelně doplněn o tzv. „koncové četby“ nebo dramatizace. Tvůrci popularizačního magazínu většinou vybírali z různých vědecko-fantastických povídek z pera známých autorů scifi literatury. Za všechny jmenujme alespoň Isaaca Asimova, Anatolije Dněprova, Konrada Fialkowského, Raye Bradburyho a další.
Spisovatel Rudolf Čechura napsal pro Meteor sérii kriminálních případů s legendárním detektivem Sherlockem Holmesem, jehož ztvárnil herec Svatopluk Beneš. Častokrát se také listovalo ve vybraných kapitolách dobrodružných knih, populárně - naučné literatury či literatury faktu. Do rozhlasové podoby byly upraveny práce např. Thora Heyerdahla, Jacques-Yves Cousteau, Jamese Olivera Curwooda, Franka Dufresnea, Wolfa Buriana, A. Fiedlera, G. Schallera či Rafaela Moralese.
Úspěch Meteoru vždy stavěl na kvalitních tvůrcích a celkové pestrosti a šíři témat. Řečeno slovy nestora rozhlasových universit a vzdělávacích pořadů Josefa Branžovského: „Meteor… zůstal i v éře normalizace nejúspěšnějším a nejnápaditějším vzdělávacím pořadem, který se nepominutelně vtiskl do povědomí nejen mládeže, ale i dospělých.“
Mikrofony tohoto popularizačního seriálu se také účastnily investigativního paleontologického putování po stopách dinosaurů na našem území či výzkumu ostatků hvězdáře Tychona Brahe. V roce 2014 se Meteor, který už vedl Petr Sobotka, podílel na akci sčítání bílých čápů pro Českou společnost ornitologickou. Spolupracoval také s Přírodovědeckou fakultou Univerzity Karlovy na sběru hlemýždě zahradního. V poslední době pomáhal monitorovat výskyt plcha velkého společně s Univerzitou Palackého v Olomouci. Velký úspěch u posluchačů zaznamenalo také první živé vysílání Meteoru v Plzni dne 2. května 2015.
Vzpomenout je třeba i na fiktivní reportáže. Je to občasný seriál, popularizující jevy a události z míst, kam se člověk nikdy nemůže dostat. Formou reportáže zobrazuje děj tak, jako by se odehrával právě teď. Informace vycházejí ze současného stavu vědeckého poznání o daném tématu. Na první díl Vznik Měsíce (23. 1. 2010) navázaly Odkud ve vesmíru je voda ve vašem těle? (20. 2. 2010), První český dinosaurus (23. 4. 2011), Proč je dobré mít (i) pomalé spermie? (31. 12. 2011), Cesta fotonu z nitra Slunce (10. 3. 2012) a Víme, co se stane v pátek 13. 4. 2029 - výjimečný úkaz viditelný okem na obloze (12. 4. 2014).

## Popularizační počiny
Pořad v roce 1978 inspiroval básníka Jaroslava Seiferta zveřejněním nahrávek hlasové komunikace velryb keporkaků, natočených americkými biology Rogerem Paynem a Katherine Paynovou. Zážitek Seifert včlenil do básně Píseň velryb, vydané r. 1979 ve sbírce Deštník z Piccadilly.
V roce 2009 byl v rámci natáčení reportáže Meteoru v Austrálii objeven unikátní meteorit Bunburra Rockhole. Na objevu se podílel astronom Pavel Spurný. Meteor o této skutečnosti informoval jako první na světě, tři měsíce před odborným článkem v časopisu Science.
V květnu a červnu 2010 pořad zorganizoval soutěž Pojmenuj opici, v níž posluchači vybrali pro primáta Rungwecebus kipunji, objeveného v roce 2005 v jihozápadní Tanzanii, české jméno Paviánec kipunji. Šlo o první veřejnou soutěž tohoto druhu na světě.
V Meteoru vznikl v roce 2011 populárně-naučný projekt „Stopování dinosaura“. Představil objev teprve druhé dinosauří stopy na území ČR – na chodníku Botanické zahrady v Praze-Troji. V rámci projektu vznikla první 3D populárně-naučná publikace v České republice.
Koncem června 2011 Meteor jako první informoval o nálezu dalších dvou dinosauřích kostí z českého území. Šlo o starší nálezy z okolí Holubic u Kralup a Srnojed u Pardubic, uložené v depozitářích Národního muzea. Nový průzkum paleontologa Borise Ekrta, inspirovaný popularizační akcí „Stopování dinosaura“ odhalil, že jde o kosterní pozůstatky teplokrevných dinosaurů, kteří na našem území žili před 100 miliony let v případě první kosti a před 88,5 miliony let v případě druhé nalezené kosti.
Dne 19. května 2012 Meteor jako první sdělovací prostředek na světě zveřejnil informaci o nalezení meteoritů z unikátního bolidu Benešov. Informaci doprovodil rok natáčenou reportáží z hledání meteoritů, které jsou prvními meteority s rodokmenem na světě, nalezenými 20 let po fotografickém

## Ocenění
Dlouholetý přínos pořadu Meteor pro popularizaci vědy byl několikrát oceněn vědeckými a profesními spolky. Učená společnost České republiky předala v roce 2014 na svém jubilejním XX. valném shromáždění v pražském Karolinu všem vedoucím redaktorům pořadu Meteor čestná uznání za mimořádně úspěšnou a prospěšnou práci při popularizaci vědy, a to zejména mezi mládeží.